# Liste des députés de la Communauté germanophone de Belgique (1999-2004)
Pour les articles homonymes, voir Liste des députés de la Communauté germanophone de Belgique.
La liste des députés pour la législature 1999-2004 au Parlement de la Communauté germanophone de Belgique se compose comme suit.

## Bureau

### Président
- Alfred Evers (PFF).

### Vice-présidents
1. Joseph Maraite (CSP)
2. Ferdel Schröder (PFF)
3. Joseph Barth (SP)
4. Dorothea Schwall-Peters (PJU-PDB)
5. Lambert Jaegers (Ecolo)

### Secrétaires
1. Karin Meskens-Keller (PFF)
2. Marie-Louise Hilligsmann (CSP)
3. Charles Servaty (SP)
4. Dr.Hubert Chantraine (CSP)
5. Wilfried Schröder (CSP)

### Élus directs

#### CSP (9)
- Dr Hubert Chantraine
- Albert Gehlen, chef de groupe
- Monika Heinen-Knaus
- Marie-Louise Hilligsmann
- Joseph Maraite
- Patrick Meyer
- Manfred Schunck
- Wilfried Schröder
- Gabriele Thiemann-Heinen

#### PFF (6)
- Bernard Collas
- Alfred Evers
- Hans-Dieter Laschet
- Karin Meskens-Keller
- Ferdel Schröder, chef de groupe
- Ernst Thommessen

#### SP (4)
- Joseph Barth
- Charles Servaty, chef de groupe
- Ludwig Siquet
- Resi Stoffels

#### PJU-PDB (3)
- Oliver Paasch
- Gerhard Palm, chef de groupe
- Dorothea Schwall-Peters

#### Ecolo (3)
- Christa Benker-Schaus
- Lambert Jaegers, chef de groupe
- Andrea Meessen

### Conseillers à voix délibérative
- Mathieu Grosch (CSP)
- Johann Haas (CSP)
- Elmar Keutgen (CSP)
- Jean-Robert Collas (CSP)
- Edmund Stoffels (SP)
- Dieter Pankert (PJU)
- Freddy Mockel (ECOLO)